# Abdul-Malick Railoun
Abdul-Malick Railoun, né le 1er janvier 1992, est un nageur sud-africain. 

## Carrière
Abdul-Malick Railoun est médaillé de bronze du 5 kilomètres en eau libre aux Championnats d'Afrique de natation 2008 à Johannesbourg ainsi qu'aux Championnats d'Afrique de natation 2010 à Casablanca.
Il est aussi médaillé d'or du relais 4 x 200 mètres nage libre aux Championnats d'Afrique de natation 2012 à Nairobi.